# St. Georg und Jakob (Oberbozen)

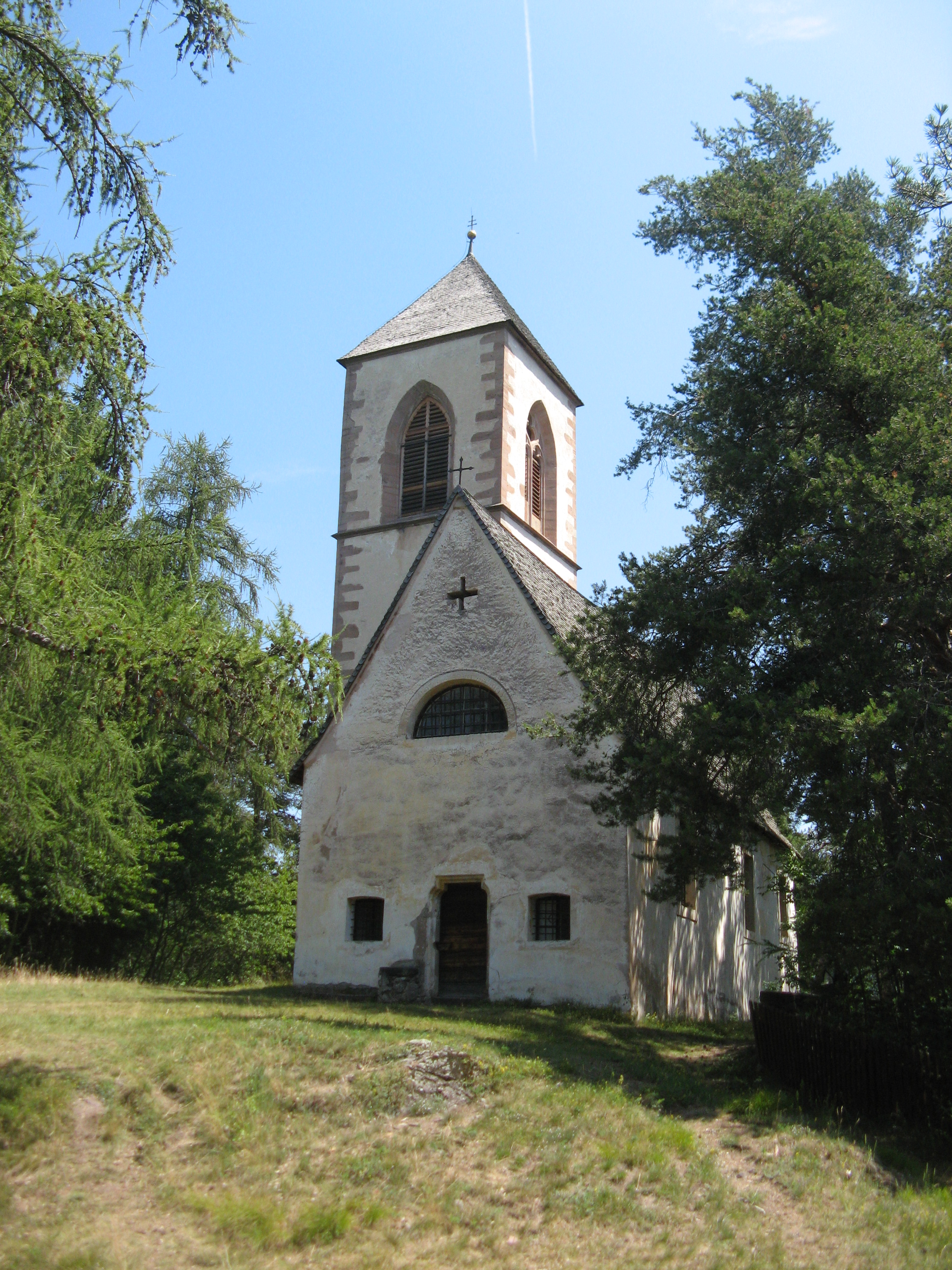
St. Georg und Jakob

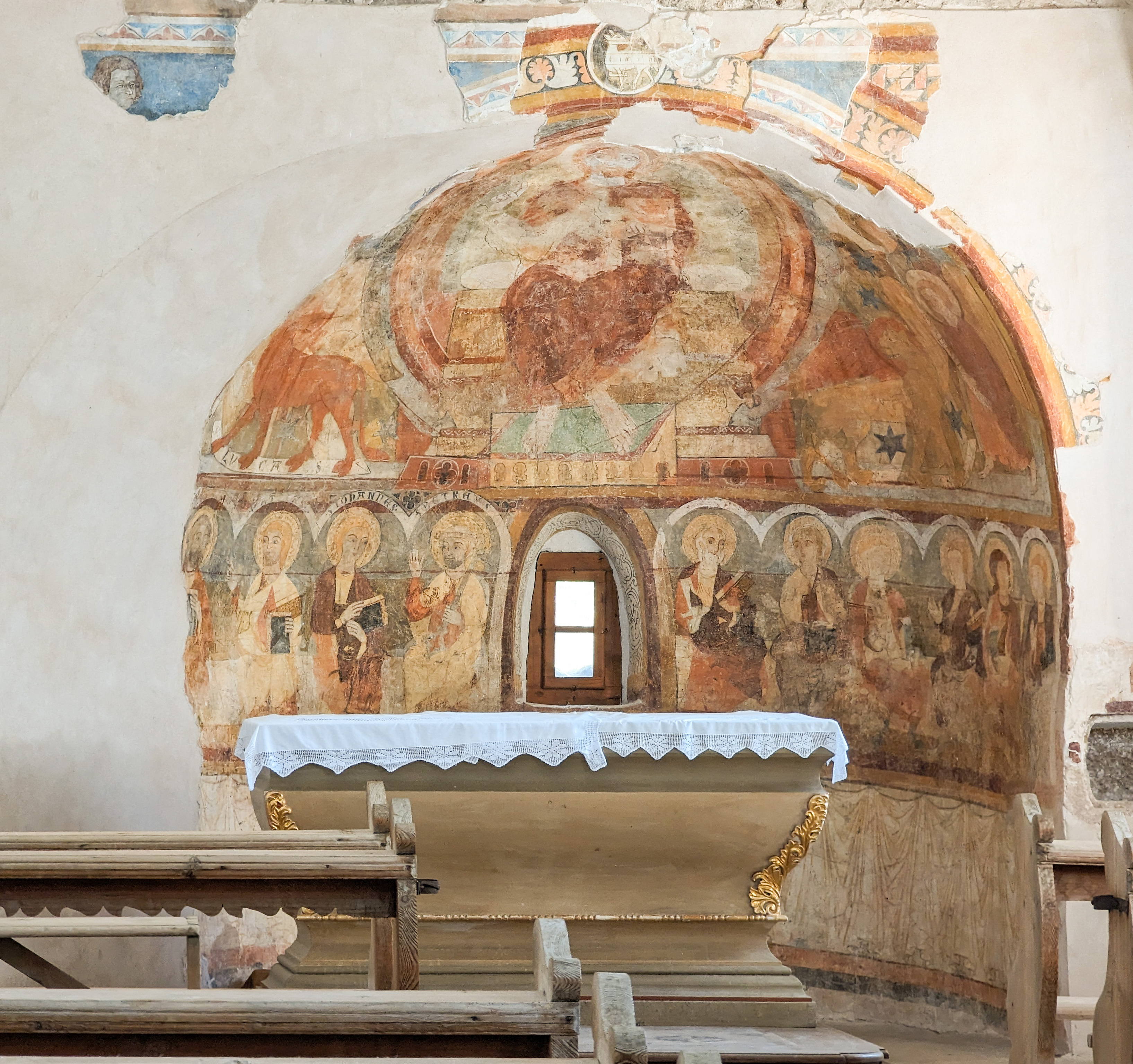
Fresken in der Apsis aus dem 13. Jahrhundert

St. Georg und Jakob ist eine römisch-katholische Kirche in Oberbozen, Gemeinde Ritten, Südtirol. Sie ist wegen ihrer Fresken aus dem 13. Jahrhundert bedeutend und steht seit 1983 unter Denkmalschutz.
Die Kirche befindet sich in einsamer Lage auf einer bewaldeten Erhebung in 1111 Meter Seehöhe auf dem Ritten. In unmittelbarer Nähe verläuft der Erdpyramidenweg und die Trasse der Rittner Seilbahn. Im Jahr 1289 wird die Kirche erstmals urkundlich erwähnt. Aus dieser Zeit stammen noch die Langhauswände und die Rundapsis mit ihren Fresken. Diese stellen Christus Pantokrator in der Mandorla dar, der von den Evangelistensymbolen und von Engeln umgeben ist. Darunter sind die Apostel zu sehen. Von der gotischen Ausmalung des 14. Jahrhunderts sind geringe Reste erhalten, der Kirchturm, der etwas abgesetzt vom Langhaus errichtet wurde, stammt aus der Zeit um 1400.
Im Zuge eines größeren Umbaus im 17. Jahrhundert entstanden das Tonnengewölbe im Langhaus, die Fenster und Türen sowie das steingerahmte Schulterbogenportal. An der Decke befinden sich in einfachen Stuckrahmen Fresken der Heiligen Jakobus, Blasius und Erhard sowie der Heiligen Georg und Martin.
Die Ausstattung der Kirche wurde aus Sicherheitsgründen entfernt, da das Gebäude einsam liegt und daher einbruchsgefährdet ist. Sie bestand aus dem Hochaltar mit dem Altarbild des Ulrich Glantschnigg aus dem Jahr 1712 und aus den Tafeln des Kreuzweges aus dem 18. Jahrhundert.